# Aristolochia colossifolia
Aristolochia colossifolia là một loài thực vật có hoa trong họ Aristolochiaceae. Loài này được Hoehne mô tả khoa học đầu tiên năm 1952.